# Сюй Лін
Сюй Лін (*徐陵, 507 —583) — китайський поет, редактор часів династій Лян та Чень.

## Життєпис
Походив з роду сановників Сюй. Народився у м. Тан (сучасний Таньчен, провінція Шаньдун). Отримав класичну освіту: до 519 року вивчив «Чжуан-цзі» та «Лао-цзі». Завдяки родинним зв'язкам у 521 році був запрошений до імператорського двору, а у 531 році увійшов до почтку спадкоємця трону держави Лян — Сяо Гана. Із сходження у 549 році того на трон отримав посади при імператорському дворі.
У 548 році був відправлений як посол до Північної Вей, проте тут був затриманий та поміщений під домашній арешт. Втім у 554 році повернувся до Лян. У 556 році під час війни із державою Східна Вей зумів уникнути полону. Того ж року як посол відправлений до держави Північна Ці щодо створення союзу.
Сюй повернутися до дому у 557 році, коли династія Лян була повалена династією Чень. Він перейшов на службу до нового володаря, відповідав за складання імператорських маніфестів та наказів. Помер у Цзянькані (частина сучасного Нанкіна) у 583 році.

## Творчість
Замолоду виявив хист до поезії, уславився своїми віршами. Серед них відомі збіркі вірші «Старі вірші», «Нові вірші», «Селянські», наприкінці життя об'єднані у збірку «Вірші Сюй Ліна».
За час володарів з династії Лян був упорядником і редактором антології поезії «Нові пісні з Нефритової тераси». Здобув літературну славу своєю передмовою до цієї антології.
Перебуваючи в Чан'ані, Сюй Лін писав сумні послання своїм друзям та родичам, нарікаючи на долю і полон.